# Pittore di Pisticci

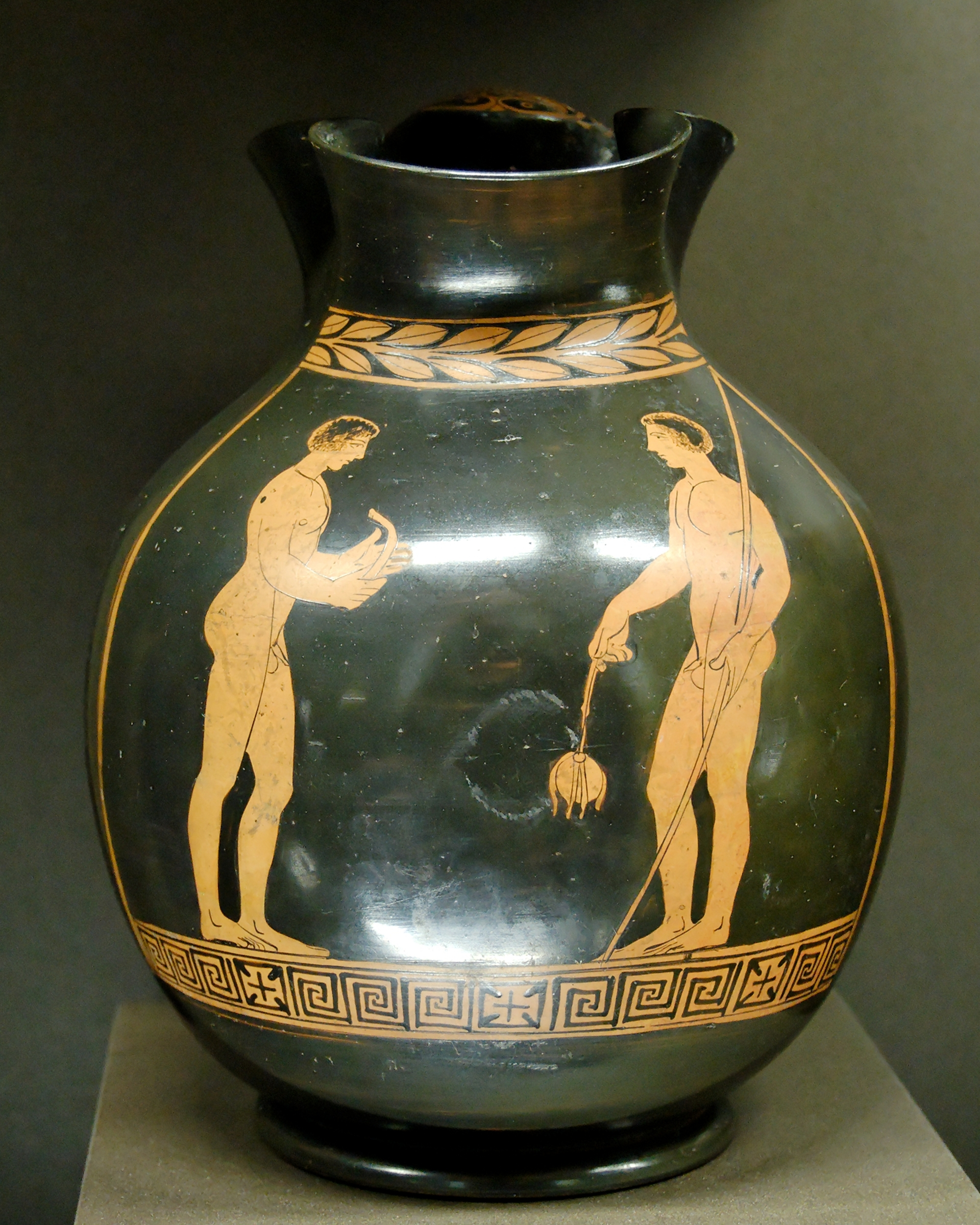
Oinochoe raffigurante due atleti, Museo del Louvre

Pittore di Pisticci (fl. 460-450 a.C. / 440-430 a.C.) è il nome convenzionale assegnato ad un ceramografo, forse il primo italiota a praticare quest'arte, capostipite del gruppo protolucano; è così chiamato perché nel sito archeologico di Pisticci sono stati rinvenuti numerosi suoi vasi.

## Attività
Verso la fine del V sec. a.C. cominciò ad essere prodotta nelle colonie della Magna Grecia -  e quindi non più importata - ceramica di gusto tipicamente attico. Si ritiene che i capostipiti di queste fabbriche siano ceramografi educati e addestrati in Attica. Molto probabilmente furono le condizioni di instabilità politica vissute in quel periodo ad Atene ad aver determinato la migrazione di questi artigiani verso le colonie della Magna Grecia. Poiché i lavori del "Pittore di Pisticci" sono ricollegabili per caratteristiche stilistiche al gruppo di Polignoto, è ipotizzabile che il ceramografo italiota fosse stato educato ad Atene proprio nella scuola di questo artista.
Il "Pittore di Pisticci" è considerato il capostipite della fabbrica lucana che, a sua volta, è la più antica di tutte le fabbriche italiote (l'inizio della sua attività è da collocarsi intorno al 440-430 a.C.): il ceramografo risulta essere, pertanto, il primo maestro di ceramica a figure rosse ad aver operato in Italia.
L'officina del "Pittore di Pisticci" comprende altri ceramografi quali il "Pittore del Ciclope", il "Pittore di Amykos" ed il gruppo PKP (Pittore di Palermo, Pittore delle Carnee e Pittore di Policoro).
La scoperta, lungo le fortificazioni settentrionali della città di Metaponto, del quartiere dei ceramici con scarichi di fornaci contenenti frammenti di vasi di altri pittori appartenenti alla scuola lucana fa ritenere che il "Pittore di Pisticci" operasse in questa importante colonia achea.
Le raffigurazioni del "Pittore di Pisticci" mostrano un gusto squisitamente attico sia per i temi rappresentati che per la fattura. Le scene più frequentemente raffigurate sono scene di inseguimento (Eros all'inseguimento di figure maschili o femminili, Eos all'inseguimento di Cefalo o Titone, Borea all'inseguimento di Orizia), scene dionisiache con menadi e satiri, scene di partenza di guerrieri, scene con atleti, scene di offerte in prossimità di erme, scene mitologiche (Pandora, Io, Zeus ed Egina, Polinice ed Erifile, Laocoonte).
Le opere di questo pittore arricchiscono le collezioni più prestigiose del mondo: British Museum, Museo del Louvre, Ermitage, Museum of Fine Arts (Boston), Metropolitan Museum, Museo archeologico nazionale di Napoli, Musei Vaticani.